# Ferrobaires

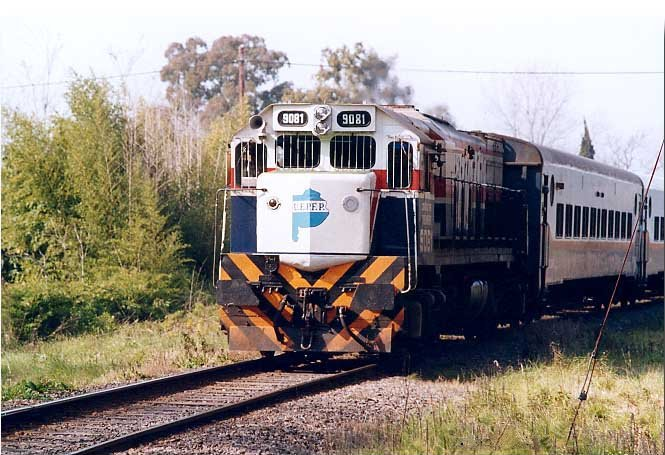
Ein Fernverkehrszug von Ferrobaires

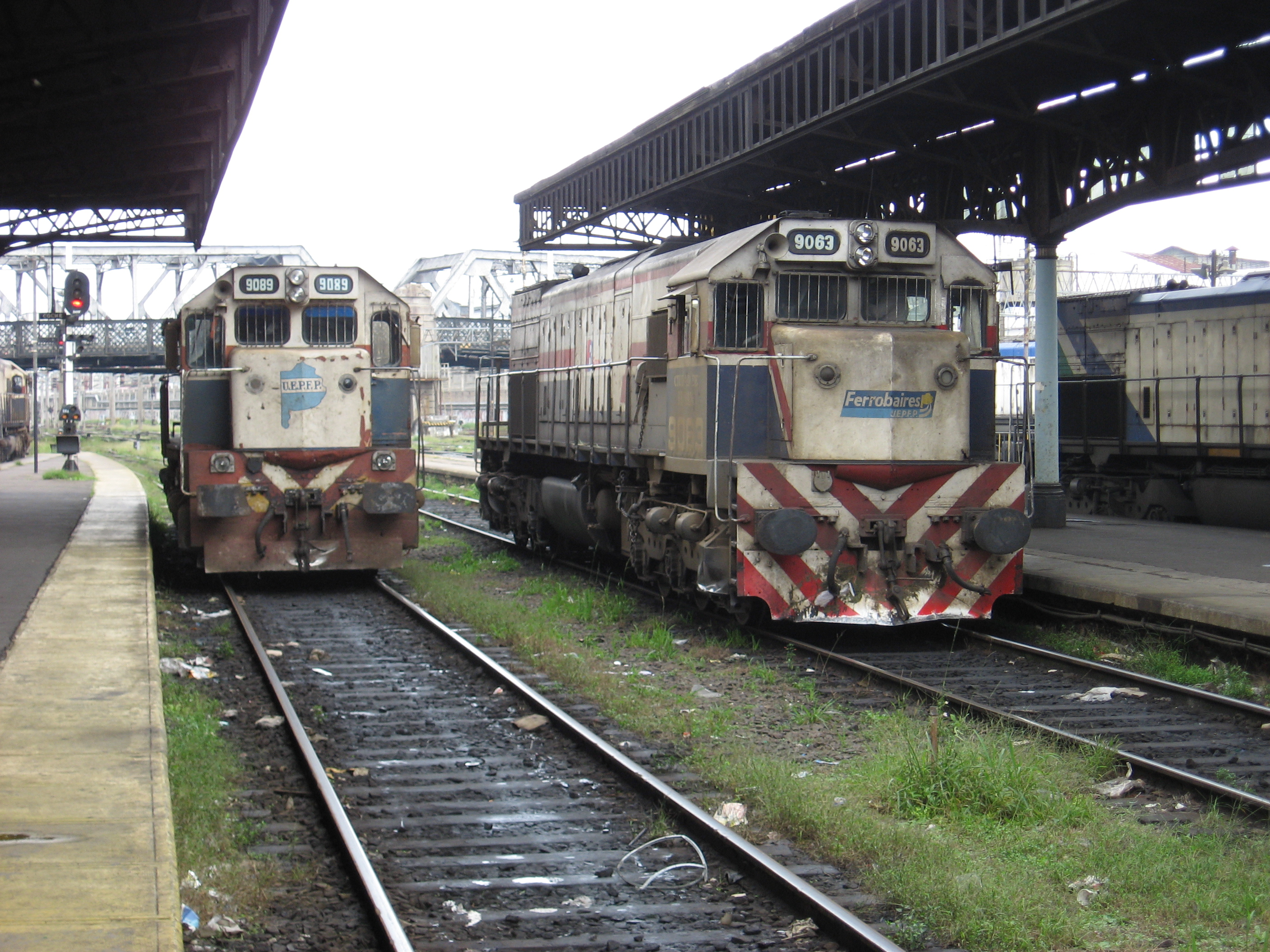
Zwei Ferrobaires-Lokomotiven am Bahnhof Buenos Aires Plaza Constitución

Die Unidad Ejecutora del Programa Ferroviario Provincial (UEPFP) (deutsch „Ausführende Einheit des Provinz-Eisenbahnprogramms“) ist ein Eisenbahnverkehrsunternehmen der argentinischen Provinz Buenos Aires. Das Unternehmen wirbt für sich und seine Fahrleistungen unter dem Namen Ferrobaires. Das Unternehmen betreibt zahlreiche Regional- und Fernverkehre ausgehend von der argentinischen Hauptstadt Buenos Aires in die umliegende Provinz und hat seinen Sitz am Bahnhof Plaza Constitución.

## Geschichte
Nachdem die argentinische Regierung unter Carlos Menem beschlossen hatte das argentinische Eisenbahnnetz zu privatisieren, wurde das Staatsunternehmen Ferrocarriles Argentinos 10. März 1993 aufgelöst. Da abzusehen war, dass ein Großteil der Zugleistungen im ganzen Land verschwinden würde, gründete die Regierung der Provinz Buenos Aires auf Beschluss des Provinzparlaments ein eigenes Eisenbahnverkehrsunternehmen zum 13. Januar 1993, um zumindest die Fahrleistung innerhalb der Provinz auch weiterhin anbieten zu können. Das Unternehmen mit dem Namen Unidad Ejecutora del Programa Ferroviario Provincial – in der Öffentlichkeit unter dem Namen Ferrobaires bekannt – übernahm daraufhin die Verkehrsleistungen des Staatsunternehmens innerhalb der Provinz.
Ursprünglich war die Gründung des Unternehmens dafür gedacht, übergangsweise die Fahrleistungen anzubieten, bis diese von einem privaten Betreiber übernommen werden würde. Da dies sich nicht ergeben hat, plant die Provinzregierung einen kontinuierlichen Weiterbetrieb.
Seit 2006 hat das Verkehrsunternehmen mit zahlreichen Problemen bei der Unterhaltung des Wagenmaterials zu kämpfen, was zu zahlreichen Zugausfällen, Verspätungen und Unfällen führte. Nach zahlreichen Verhandlungen mit der Nationalregierung unterschrieben beiden Seiten am 8. Februar 2007 einen Vertrag zur Überführung der Zugleistung in Bundesregie. Dies ist bis heute jedoch nicht erfolgt, die Probleme des Unternehmens sind auch weiterhin nicht gelöst.

## Verkehr

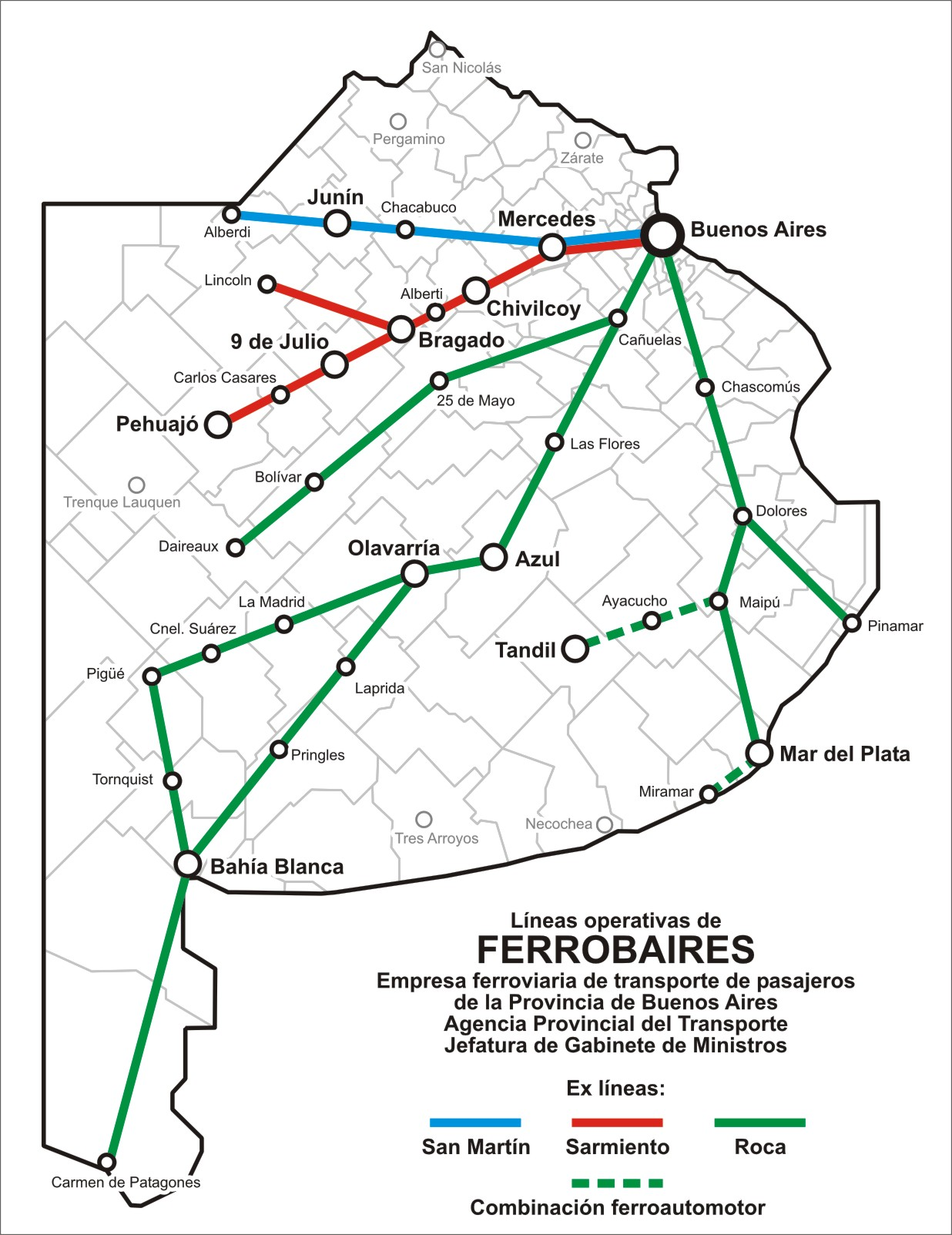
Karte der von Ferrobaires betriebenen Strecken (Stand 2012), jeweils mit den wichtigsten Bahnhöfen

Ferrobaires betreibt Regional- und Fernverkehr auf drei Korridoren, beginnend an den jeweiligen Kopfbahnhöfen von Buenos Aires Once, Retiro (San Martín) und Constitución. Heute werden nicht mehr alle ursprünglich an die Provinz übertragenen Strecken betrieben, unter anderem sind die Strecken nach Carmen de Patagones, Daireaux (über Bolívar) und Pinamar (über Gral. Guido) eingestellt.
- Buenos Aires Plaza Constitución–Mar del Plata–Miramar
- Buenos Aires Plaza Constitución–Tandil
- Buenos Aires Plaza Constitución–Olavarría–Bahía Blanca
- Buenos Aires Retiro–Junín – Alberdi
- Buenos Aires Once de Septiembre–Bragado(–Lincoln / Carlos Casares–Pehuajó)